# Happencourt
Happencourt ist eine französische Gemeinde mit 176 Einwohnern (Stand 1. Januar 2022) im Département Aisne in der Region Hauts-de-France (vor 2016 Picardie). Sie gehört zum Arrondissement Saint-Quentin, zum Kanton Ribemont und zum Gemeindeverband Saint-Quentinois.

## Geografie
Die Gemeinde Happencourt liegt an der Somme und dem parallel verlaufenden Canal de Saint-Quentin, elf Kilometer südwestlich von Saint-Quentin. Nachbargemeinden von Happencourt sind Roupy im Norden, Seraucourt-le-Grand im Osten, Artemps im Süden, Tugny-et-Pont im Westen sowie Fluquières im Nordwesten.

## Bevölkerungsentwicklung
| Jahr                       | 1962 | 1968 | 1975 | 1982 | 1990 | 1999 | 2011 | 2022 |
| Einwohner                  | 161  | 201  | 183  | 143  | 167  | 162  | 144  | 176  |
| Quellen: Cassini und INSEE |      |      |      |      |      |      |      |      |

## Sehenswürdigkeiten

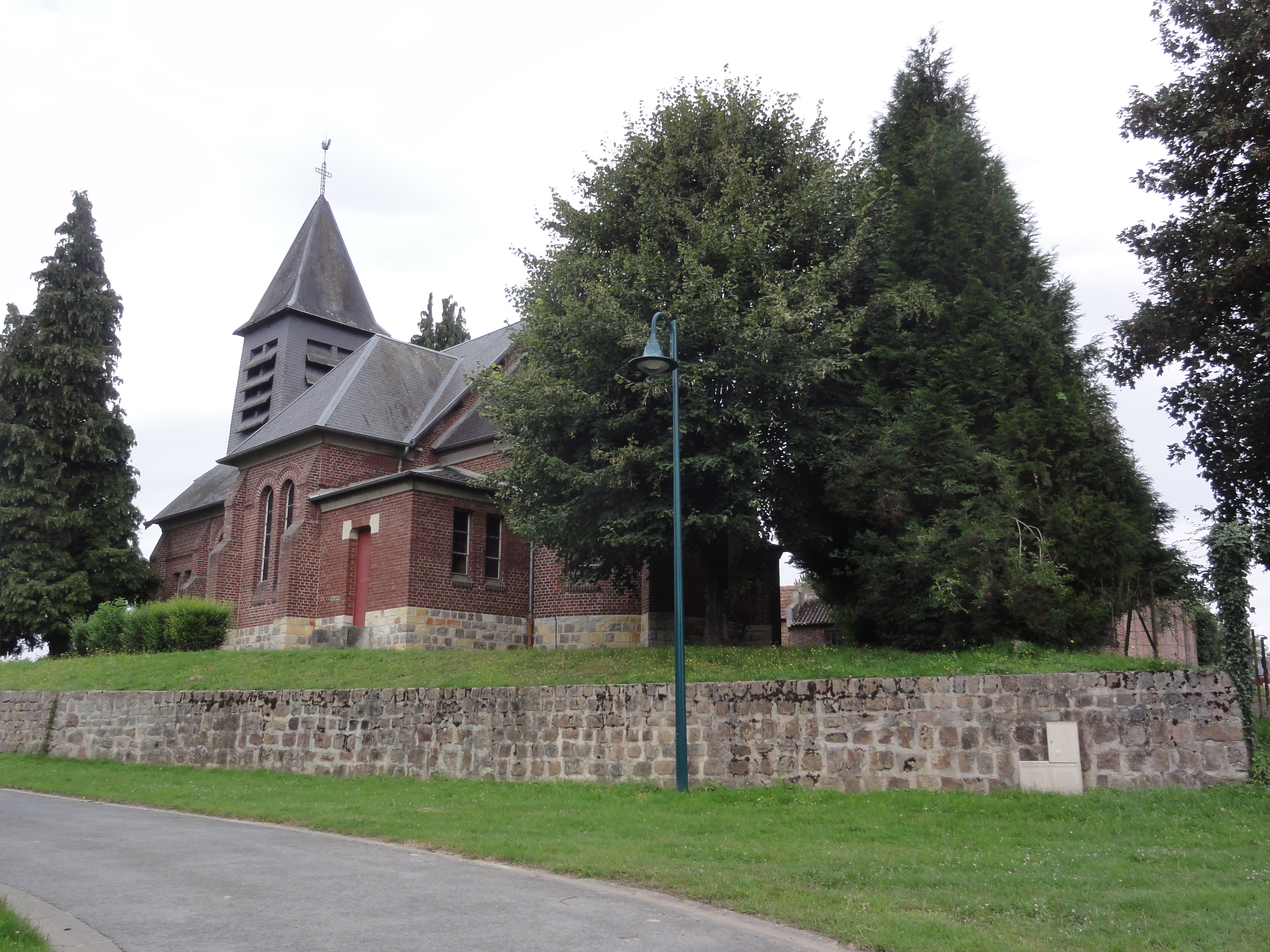
Kirche Saint-Martin

- Kirche Saint-Martin